# 아리스티포스

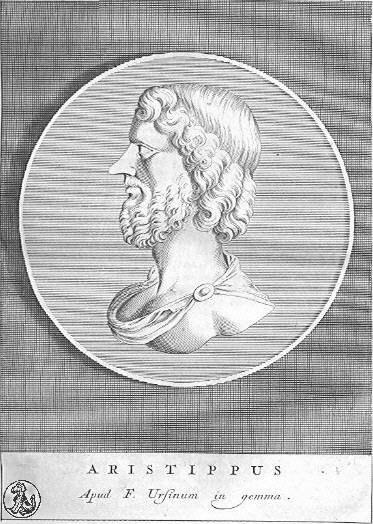
아리스티포스

아리스티포스(고대 그리스어: Ἀρίστιππος, 기원전 435?~기원전 350?)는 고대 그리스의 철학자이다. 북아프리카의 키레네 출신으로 향락가였다. 인생의 목적은 쾌락이며 그것이 지고선(至高善)이다. 그렇지만 그것을 갖기 위해서는 식견과 극기와 절제가 필요하다고 하였다. 소크라테스의 제자다운 일면을 엿보이게 한다. 그가 창시한 소소크라테스 학파중 하나인 키레네 학파에는 철학사상(哲學史上) 최초로 나타난 여성이라는 그의 딸 아레테도 참가하였다. 교양을 잃기보다는 차라리 거지가 낫다고 말하였던 것으로 전한다.